# جوزيف جون كوهن
جوزيف جون كوهن (بالإنجليزية: Joseph J. Kohn)‏ (و. 1932  م) هو رياضياتي، وتربوي أمريكي، ولد في براغ، هو عضوٌ في مجتمع الرياضيات الأمريكي، والأكاديمية الوطنية للعلوم، والأكاديمية الأمريكية للفنون والعلوم.

## التعليم
تعلم في جامعة برنستون.

## جوائز
حصل على جوائز منها:
- جائزة لوري ستيل  [لغات أخرى]‏ (1979)
- زميل الجمعية الأمريكية للرياضيات
- زمالة غوغنهايم